# Sick Kitten
Sick Kitten ("Gattino malato") è un film del 1903 di George Albert Smith, uno dei primi registi del cinema inglese, appartenente alla scuola di Brighton. Il film è un esatto rifacimento di The Little Doctor del 1901, perduto perché rovinato nel copiarlo molte volte.
Il film, dell'epoca pionieristica, è particolarmente importante nella storia del cinema perché sarebbe il primo a presentare il montaggio detto raccordo sull'asse, cioè il passaggio da un'inquadratura di medio campo a un dettaglio di primo piano, con uno stacco che va avanti e indietro.

## Trama
La trama è molto semplice e ispirata ai film con bambini ritratti anche dai Lumière: una bambina, posta nell'estrema destra dell'inquadratura ha in grembo un gattino malato (un altro, forse la madre, si arrampica sul vicino tavolino); arriva il piccolo veterinario, un altro bambino, che porta una medicina e la bambina inizia a dargliela. Questo dettaglio è mostrato con un primo piano del gatto che prende la medicina da un cucchiaio. In seguito l'inquadratura torna sul campo medio e mostra la bambina ringraziare il piccolo dottore, che si leva il cappello in segno di riverenza verso l'obiettivo (gli spettatori) e se ne va.